# Lanterne magique ! Pièce curieuse !
Lanterne magique ! Pièce curieuse ! est un récit de Xavier Forneret daté du 4 novembre 1836 et paru le 17 novembre 1836 dans Le Nouvelliste de Dijon et de la Côte d'Or. Il fut publié à nouveau avec quelques variantes légères dans le Journal hebdomadaire de Belfort et du Haut-Rhin le 4 janvier 1839.
Le titre fait référence au cri poussé par des forains, la plupart du temps savoyards, annonçant une représentation de lanterne magique, spectacle fantasmagorique en vogue jusqu'au milieu du XIXe siècle.

### Éditions modernes
- Contes et récits, édition intégrale établie par Jacques Rémy Dahan, Paris, José Corti, coll. « Collection romantique n°43 », 1994, 414 p. (ISBN 2-7143-0501-6), p. 123-129
- Écrits complets : (1836-1880) – Aphorismes, contes et récits, roman, vie quotidienne, édité par Bernadette Blandin, vol. 2, Dijon, Les Presses du réel, février 2013, 800 p. (ISBN 978-2-84066-488-8)
- Xavier Forneret, Proses, Paris, Marguerite Waknine, 2013, 123 p. (ISBN 978-2-916694-48-1)